# FC Utrecht in het seizoen 2008/09 (vrouwen)
Het seizoen 2008/2009 is het 1e jaar in het bestaan van de Utrechtse vrouwenvoetbalclub FC Utrecht. De club kwam uit in de Eredivisie en heeft deelgenomen aan het toernooi om de KNVB beker.

## Wedstrijdstatistieken

### Eredivisie
|       | AZ    | ADO Den Haag | Willem II | FC Twente | sc Heerenveen | Roda JC |
| ----- | ----- | ------------ | --------- | --------- | ------------- | ------- |
| Thuis | 1 – 0 | 0 – 3        | 0 – 1     | 2 – 1     | 0 – 0         | 4 – 0   |
| Uit   | 1 – 1 | 3 – 2        | 3 – 3     | 0 – 1     | 1 – 2         | 1 – 2   |
|       |       |              |           |           |               |         |
| Thuis | 1 – 0 | 1 – 2        | 0 – 1     | 2 – 3     | 1 – 0         | 2 – 1   |
| Uit   | 4 – 1 | 2 – 2        | 2 – 1     | 1 – 0     | 0 – 2         | 1 – 3   |

### KNVB beker
| 2e ronde                                 | SteDoCo    | 0 – 5 (0 – ?)                              | FC Utrecht     |  |
| Plaats: Hoornaar Sportpark SteDoCo       |            |                                            | Onbekend       |  |
| Achtste finale                           | FC Utrecht | Afgelast                                   | ASV Wartburgia |  |
| Plaats: Utrecht Sportcomplex Zoudenbalch |            | Alle Eredivisieteams werden teruggetrokken |                |  |

## Statistieken FC Utrecht 2008/2009

### Eindstand FC Utrecht Vrouwen in de Eredivisie 2008 / 2009
| Stand | Gespeeld | Gewonnen | Gelijk | Verloren | Punten | Doelpunten voor | Doelpunten tegen | Gele kaarten | Rode kaarten |
| ----- | -------- | -------- | ------ | -------- | ------ | --------------- | ---------------- | ------------ | ------------ |
| 4e    | 24       | 11       | 4      | 9        | 37     | 34              | 31               | –            | –            |

### Topscorers
| #      | Naam                       | Goal |
| ------ | -------------------------- | ---- |
| 1.     | Lisanne Vermeulen          | 9    |
| 2.     | Gilanne Louwaars           | 6    |
| 3.     | Shanice van de Sanden      | 4    |
| 4.     | Roos Kwakkenbos            | 3    |
| 4.     | Mandy Versteegt            | 3    |
| 5.     | Priscilla van Schuilenburg | 2    |
| 6.     | Joniek Bonnes              | 1    |
| 6.     | Petra Hogewoning           | 1    |
| 6.     | Anouk Hoogendijk           | 1    |
| 6.     | Tessa Oudejans             | 1    |
| 6.     | Shirley Smith              | 1    |
| 6.     | Corian van der Steen       | 1    |
| 6.     | Monique van Veen           | 1    |
| Totaal | Totaal                     | 34   |

| #      | Naam                     | Goal |
| ------ | ------------------------ | ---- |
| –      | Onbekend (Tegen SteDoCo) | 5    |
| Totaal | Totaal                   | 5    |